# Windfall (Indiana)
Pour les articles homonymes, voir Windfall.
Windfall est une municipalité située dans le comté de Tipton, dans l’État de l'Indiana, aux États-Unis. Lors du recensement de 2020, elle comptait 696 habitants.